# Samuel Pallache
Samuel Pallache (Árabe: صامويل آل بالاتش, Samuil al-Baylash, Hebreo: שמואל פלאצ'ה, Shmuel Palache, c. 1550 - 4 de febrero de 1616) fue un mercader, diplomático y pirata judío marroquí de la familia Pallache que, como enviado, concluyó un tratado con la República Holandesa en 1608.Sus antepasados huyeron a Marruecos durante la Reconquista. Nombrado agente bajo el Sultán Saadí Zidan Abu Maali, Pallache viajó a la recién independizada República Holandesa para discutir términos diplomáticos con los holandeses contra su enemigo mutuo, los españoles. Murió en los Países Bajos, llevado allí debido a la intervención de su aliado, Mauricio de Nassau, quien lo ayudó cuando fue arrestado por los españoles.

## Vida
Pallache nació en Fez, Marruecos. Su padre, Isaac Pallache, era rabino allí, mencionado por primera vez en takkanot (estatutos de la comunidad judía) en 1588. Su hermano era Joseph Pallache. Su tío era el gran rabino de Fez, Judah Uziel; su hijo Isaac Uziel fue rabino de la comunidad Neve Shalom en Ámsterdam. Su familia era originaria de la Al-Ándalus, donde su padre había servido como rabino en Córdoba. 
Según la profesora Mercedes García-Arenal, "Los Pallache eran una familia sefardí quizás descendiente de los Bene Palyāj mencionados por el cronista del siglo XII Abraham Ibn Da’ud como 'la más grande de las familias de Córdoba'."En la primera mitad del siglo XVI, tras la conquista cristiana de la España islámica (Reconquista), la familia huyó a Marruecos, donde a los judíos, al igual que a los cristianos, se les toleraba siempre y cuando aceptaran el Islam como religión oficial. 
El apellido de Pallache se escribe "Palache" en su certificado de defunción.También firmó su nombre como "Palacio" y "Palatio"; otros registros holandeses muestran "Palatio", "Palachio" y "Palazzo".

## Carrera
Pallache llegó a los Países Bajos entre 1590 y 1597. En 1591, Middelburg le ofreció un permiso de residencia, pero los pastores protestantes protestaron.
Después de que una delegación de la República Holandesa visitara Marruecos para discutir una alianza común contra España y los piratas berberiscos, en 1608, el sultán Zidan Abu Maali nombró al comerciante Samuel Pallache para que interpretara a su enviado Hammu ben Bashir ante el gobierno holandés en La Haya.Oficialmente, Pallache se desempeñó como "agente" del sultán, no como embajador.  